# Внешнее связывание
Внешнее связывание 
(Глубинное связывание) — в интернете, это помещение прямой гиперссылки, которая указывает на конкретную страницу, находящуюся на другом, стороннем веб-сайте, вместо того, чтобы указать на начальную (домашнюю, стартовую) страницу того сайта. Такие ссылки называются внешними ссылками (глубинными ссылками).
http://www.un.org/ru/documents/decl_conv/declarations/declhr.shtml.

В URL содержится вся информация, необходимая чтобы попасть на конкретную страницу сайта (в данном случае — на Всеобщую декларацию прав человека на русском языке), а не на стартовую страницу ООН — http://www.un.org
Технология, на которой основана «всемирная паутина», Протокол передачи гипертекста, не видит разницы между «глубинными» и любыми другими ссылками — по своей сути все ссылки равны. Так, собственно, и планировалось, ведь одной из основных задач при разработке Web было дать авторам возможность связывать свой документ с любым опубликованным документом на любом другом сайте. То есть, возможность т. н. «глубинного» связывания была встроена в технологии HTTP и URL изначально — если надо избежать глубинных ссылок на содержимое сайта, то приходится принимать специальные меры. Согласно мнению Группы по технической архитектуре (Technical Architecture Group) Консорциума всемирной паутины, «любая попытка запретить использование глубинного связывания основана на недопонимании технологии и грозит подрывом функционирования всей Сети в целом».
Некоторые коммерческие сайты запрещают устанавливать глубинные ссылки к своим страницам или части их содержания, либо потому, что это позволяет пользоваться информацией без просмотра рекламы на страницах, выдавая чужую информацию за свою, либо потому, что, как это делает The Wall Street Journal, с посетителей взимается плата за постоянные ссылки. Были случаи, когда глубинное связывание приводило в суд, как например в деле 1997 года Ticketmaster против Microsoft, когда Microsoft установила глубинную ссылку на сайт Ticketmaster’а со своей службы Sidewalk. В результате было принято постановление о приобретении компанией лицензии у Ticketmaster’а. Позже Ticketmaster подал аналогичный иск против Tickets.com, но в этом случае судья решил, что подобные ссылки не нарушают прав Ticketmaster’а до тех пор, пока четко видно, кому принадлежат страницы, на которые дается ссылка.
Критикующие такой порядок вещей обычно считают, что такие сайты просто хотят сорвать жирный куш, продавая «лицензии» на доступ к своей информации. Основа таких претензий то, что (гипер) ссылки — основа просмотра Сети, «ориентированного на пользователя». Самым первым, вероятно, судебным иском из-за глубинного связывания было шотландское дело 1996 года Shetland Times против Shetland News, где «Таймсы» обвиняли «Ньюсов» в выдаче статей, взятых с сайта Times за свои собственные.
Критики считают, что не нужен даже сам термин «глубинное связывание», поскольку такое связывание есть ничто иное, как обычное связывание посредством гиперссылок (hyperlinking).
Даже те, кто не видит ничего страшного в глубинном связывании, зачастую нетерпимы к прямым ссылкам, использованию ресурсов другого веб-сайта на своем. Например, когда вставляется тег вида img src="http://где-то-там-на-не-моем-сайте/картинка" Это приводит к тому, что, скажем, изображения загружаются непосредственно с сайта, где они размещены, пожирая при этом трафик того сайта и не принося его владельцам никакой выгоды.
В начале 2006, в деле между поисковой системой Bixee.com и сайтом поиска работы Naukri.com, Верховный суд города Дели в Индии запретил Bixee.com ставить глубинные ссылки на Naukri.com.
В феврале 2006 года, Датский суд по морским и коммерческим делам (Копенгаген) постановил, что систематическое использование поисковых роботов (crawling), индексирование и установка глубинных ссылок на материалы сайта недвижимости Home.dk порталом OFiR.dk не противоречит законам Дании или постановлениям Евросоюза. Более того, суд объявил, что поисковые системы крайне важны для функционирования сегодняшнего Интернета. А, стало быть, при размещении информации в Интернете необходимо подразумевать и считать нормальным установку глубинных ссылок на отдельные страницы сайта поисковыми системами.
Владельцы сайтов, не желающие, чтобы поисковые системы давали глубинные ссылки на содержимое их сайтов, должны использовать существующий стандарт Robots Exclusion Standard (файл /robots.txt) чтобы выразить свои пожелания по индексированию содержимого. Если файла /robots.txt нет, то подразумевается, что владелец не против индексирования его сайта поисковыми системами.